# 嘘解きレトリック
『嘘解きレトリック』（うそときレトリック）は、都戸利津による日本の漫画作品。『別冊花とゆめ』（白泉社）にて2012年12月号から連載を開始し、2018年5月号で完結した。昭和初期の日本を舞台に、貧乏な探偵と「ウソが聞き分けられる」能力を持った探偵助手を中心とするミステリーが描かれる。
2024年9月時点で累計発行部数は100万部を記録している。
2024年10月よりフジテレビ系「月9」枠でテレビドラマが放送された。

## ストーリー
昭和初年、九十九夜町（つくもやちょう）。生まれ故郷の村を出た浦部鹿乃子は、空腹で行き倒れたところを貧乏探偵の祝左右馬に助けられる。鹿乃子は「人のウソが聞き分けられる」能力をもっており、そのために人々から疎まれてきたが、左右馬はその能力を「探偵として素晴らしく便利」と言い、行く当てのない彼女を探偵助手として受け入れる。不思議な2人のレトロモダン路地裏探偵活劇。

## 登場人物
浦部 鹿乃子（うらべ かのこ）
本作の主人公で16歳の少女。祝左右馬の探偵助手。物心ついたころから、「人のウソが聞き分けられる」という能力をもっており、その能力のせいで孤独な思いを抱えている。
祝 左右馬（いわい そうま）
祝左右馬探偵事務所の探偵。貧乏暮らしをしているが、推理とハッタリの能力に長けている。鹿乃子の「ウソが聞き分けられる」能力からだけでは分からない、嘘をついた理由まで考慮して推理をしていく。
端崎 馨（はなさき かおる）
祝左右馬の親友。家柄の良い刑事。いつも左右馬に振り回されているが、ここぞという時に手助けをする。
倉田 達造（くらた たつぞう）
「お食事処 くら田」の主人。
倉田 ヨシ江（くらた よしえ）
「お食事処 くら田」のおかみ。
たろ
達造とヨシ江の息子。
六平
「八百六」主人。達造とは子供の頃からのつき合い。
藤島 千代（ふじしま ちよ）
藤島家のお嬢様。推理小説好きで、非常に感化されやすいタイプ。名探偵「眉目秀麗（まゆめひでよし）」のファン。自身の誘拐騒動をきっかけに、祝左右馬に憧れの念を抱くようになる。
耕吉（こうきち）
藤島家の運転手。友達の借金を背負わされ、返済に苦しんだため、藤島千代の身代金誘拐を企てるも、左右馬らの推理により事実が明かされる。耕吉のこれまでの働きに免じて藤島家からのお咎めはなかった。
端崎 雅（はなさき みやび）
端崎馨の姉。心霊・怪奇系雑誌「魔境探報」の記者。
リリー / 久我山 小百合（くがやま さゆり）
「カフェーローズ」というカフェーに勤める女給。
桐野 貫二（きりの かんじ）
リリーの恋人。雑誌や広告の絵を描く仕事をしている。
利市（りいち）
赤毛でしっぽ髪の男性。寺で読み書きを習いながら、いろんな仕事を掛け持ちしている。ヤイコという幼い少女の面倒を見ている。。

## 書誌情報
- 都戸利津 『嘘解きレトリック』 白泉社〈花とゆめコミックス〉、全10巻
  1. 2013年6月20日発売[9][10]、ISBN 978-4-592-19633-4
  2. 2013年11月20日発売[11][8]、ISBN 978-4-592-19634-1
  3. 2014年5月20日発売[6]、ISBN 978-4-592-19635-8
  4. 2015年1月20日発売[12]、ISBN 978-4-592-19636-5
  5. 2015年9月18日発売[13]、ISBN 978-4-592-19637-2
  6. 2016年2月19日発売[14]、ISBN 978-4-592-19638-9
  7. 2016年12月20日発売[15]、ISBN 978-4-592-19639-6
  8. 2017年5月19日発売[16]、ISBN 978-4-592-21468-7
  9. 2017年12月20日発売[17]、ISBN 978-4-592-21469-4
  10. 2018年8月20日発売[18]、ISBN 978-4-592-21490-8

## テレビドラマ
2024年10月7日から12月16日までフジテレビ系「月9」枠にて放送された。主演は鈴鹿央士と松本穂香。鈴鹿は本作がGP帯の連続ドラマ初主演となる。
原作ファンであるプロデューサーの鈴木吉弘が映像化。西谷弘、永山耕三、鈴木雅之、河毛俊作らフジテレビのベテランディレクターが集結して演出を手がけた。

### キャスト

#### 主要人物
祝左右馬
演 - 鈴鹿央士
祝探偵事務所の探偵。
浦部鹿乃子
演 - 松本穂香（幼少期：大塩優奏、沢田優乃、竹内蒼）
祝探偵事務所の探偵助手。

#### 藤島家
藤島千代
演 - 片山友希
藤島家の令嬢。
藤島幸弘（ふじしま ゆきひろ）
演 - 杉本哲太
藤島家の主人。
藤島雪乃（ふじしま ゆきの）
演 - 櫻井淳子
幸弘の妻。
耕吉
演 - 宮崎秋人
藤島家の運転手。

#### 小料理屋「くら田」
倉田達造
演 - 大倉孝二
主人。
倉田ヨシ江
演 - 磯山さやか
女将。
倉田タロ（くらた タロ）
演 - 渋谷そらじ
倉田家の一人息子。

#### 九十九夜警察署
端崎馨
演 - 味方良介
左右馬の親友。巡査部長。
藤本誠一
演 - 伊勢村圭太
刑事。
奥田
演 - 福田航也
刑事。
斎藤
演 - 落合優人
警官。

#### その他
久我山小百合 / リリー
演 - 村川絵梨
カフェー「ローズ」の謎多き女給。
浦部フミ（うらべ ふみ）
演 - 若村麻由美
鹿乃子の母。
六平（ろくへい）
演 - 今野浩喜
青果店「八百六（やおろく）」の主人。達造とは古い付き合い。
和子
演 - 西田真実子
六平の妻。
じーさん / ばーちゃん
演 - 花王おさむ（二役）
屋台の「つくもやき」店主。
イナリ
演 - 穂
猫。
バイオリニスト
演 - 岩嵜壮志
九十九夜町の目抜き通りで演奏するバイオリニスト。
九十九夜町の住民
演 - 横野みなみ、冬花さら、レディ田中、河野宏明、平野雅人、堀田茂之（米屋）、笹川健太郎、才藤長彦、牛久拓弥、木曽原香澄、加藤木さゆり、貴田千尋、桜井和華、嶋﨑亜美、北村丈、鈴木晃司、早乙女真、盧詩婭、門脇史奈、佐倉由香、眞田規史、松田晃、中村仁南

#### ゲスト

##### 第1話
男性
演 - 野崎亨類
マリアの死体を埋めているところを目撃したタロを拉致監禁した男性。
清水
演 - 永嶋柊吾（第6話・第8話・第10話）
九十九夜町の住民。
豊泉のぶ代
演 - 赤司まり子（第8話）
尻の糸がほつれていると鹿乃子を街中で呼び止めた女性。
山田
演 - 岡安泰樹（第3話・第6話・第8話・第10話・最終話）
九十九夜町の住民。
小島
演 - 片桐伸直（第3話・第6話・第8話・第10話）
清水と揉める町民。
ツキコ、ロザンヌ、マサ
演 - 畦田ひとみ、真織（第8話）、長沢裕
カフェー「ローズ」の女給。
マリア
演 - AISA
カフェー「ローズ」の元女給。辞めたあとは行方知れず。
佐野美智子、伊藤幸子
演 - 土屋直子（第8話）、久米田彩（第8話）
今日の晩御飯をすき焼きにしようと話し合っている九十九夜町民。
鈴木昭一
演 - ミネオショウ（第8話）
「あんたついてるよ、他の店なら倍の値段だ」と客を欺く商人。
モト、男性
演 - 若林秀敏、菊池豪
カフェー「ローズ」の客。
若い夫婦
演 - 渡邉タクモ、山本亜依
夜の街中で外食にするかと話し合っている。
男性
演 - 瀬口寛之（第2話・第3話・第9話 - 最終話）、細井学（第2話・第3話・第8話 - 最終話）
「くら田」の常連の町民。
鹿乃子の弟
演 - 武田共生

夫婦
演 - 小多田直樹（第6話）、田中佐季
山中で鹿乃子を見かけておちおち冗談も言えないと嘆いている。
女性たち
演 - 三谷悦代（第6話）、矢島理佐、正木佐和、四條寛子（第6話）
田んぼで農作業をしている女性たち。鹿乃子のせいで君子の両親が揉めているという噂話をしている。
悪ガキ3人組
演 - 青山俊雄、小倉史也、塩谷惣一朗
幼い日の鹿乃子をからかう3人組。
教師
演 - 石川大樹（第6話）
鹿乃子の小学校時代の教師。
- 橘知花[60]、小島叶誉[61]、木村日鞠（女子生徒）[62]、吉田萌果[61]、山田詩子[61]、今江翔（同級生）[63]、平洋大[64]、佐藤真尋[64]、山田忠輝[61]、渡邊七瀬

##### 第2話
お手伝いさん
演 - 上村ひなの（日向坂46）、まちだまちこ（第9話・最終話）
藤島家に仕える女中。
松風の銀次、男
演 - 松本銀二、石飛雄太
兄が小豆相場で作った借金の保証人になっていた耕吉を高利貸の情報を元に脅していた男たち。
坂東屋、女性
演 - 田中光輔、星初音
新聞で報じられたことから祝探偵事務所に借金の掛け取りに訪れた町民たち。
和尚、男の子、女の子
演 - 前田勝、上野翔、沼田明莉
寺の境内で手にキャラメルを隠す「キャラメルどっち」遊びをしている。

##### 第3話
松葉牡丹
演 - 中田クルミ
料亭「四季咲」で働く仲居。松葉牡丹の絵柄のある着物を着ている。
店主
演 - 前野朋哉
古道具屋の店主。最近財布を盗られたという。
定食屋さん
演 - 佐藤伸之（第4話）
目抜き通りに開店した定食屋「なゆた」の店主。
使用人
演 - 鈴政ゲン
料亭「四季咲」の使用人。
- 鈴木康仁、ダンディ由輝（第6話）

##### 第4話
端崎雅（はなさき みやび）
演 - 北乃きい（第5話・最終話）
端崎馨の姉。怪談雑誌「心霊・怪奇・魔境探報」の記者。
綾尾品子
演 - 片岡凜（幼少期：髙木悠斗）（第5話・最終話）
人形のような見た目を持つ綾尾家の一人娘。
柴田イネ
演 - 松浦りょう（第5話）
不審な死を遂げた綾尾家の使用人。
柴田
演 - 佐戸井けん太（第5話）
イネに「人形屋敷」での仕事を紹介した医師。
寺山清一
演 - 正名僕蔵（第5話）
事件を捜査する刑事。
久保
演 - 加藤諒（第5話）
人形を抱えたまま死んでいるイネを発見した男性。
柴田實
演 - 矢作マサル（第5話）
荷車を引いて歩いている白髪の男性。イネの兄。
女中
演 - 吉田幸矢（第5話）
綾尾家で1年ほど前から働いている使用人。
久保の父
演 - 小路さとし
息子と共に河原で柴田イネの死体を発見する。
男性
演 - 白崎誠也
九十九夜町の目抜き通りでカバンを置き引きしたのを左右馬が気が付く。
男性
演 - Velo武田
九十九夜町の目抜き通りでカバンを盗まれた男性。
- 中里ゆい[79]（第5話）

##### 第5話
綾尾
演 - 猪飼公一
品子の父親。
綾尾夫人
演 - 浦まゆ
品子の母。
品子の母とその双子（幼少期）
演 - 岡部光花俐、岡部明花俐

品子の祖母
演 - 市原茉莉
井戸に身を投げた。
医師、看護師
演 - 加瀬信行、あいだあい
品子を治療した櫻戸病院の医師と看護師。
警察官
演 - 西谷星七
寺山清一の部下。
- 波澄ゆず

##### 第6話
利市
演 - 橋本淳 （第10話・最終話）
目抜き通りで千代とぶつかった男性。その後カバンの中に見知らぬ手鏡を見つけた千代は、ぶつかった相手男性の持ち物ではないかと彼を探すことに。
ヤイコ
演 - 永尾柚乃（最終話）
利市が面倒をみている少女。母子で荒物屋の2階に住んでいたのだが、2年前に母親だけ消えたのだという。
清、茂、留（とめ）
演 - 仁科貴、髙野春樹（第10話）、村上雄飛（第10話）
左官屋「富士光左官店」の職人たち。
女将
演 - 小林千里
荒物屋「丸寺商店」の女将。
君子
演 - 北原帆夏（8歳時：奈良部心紅）
鹿乃子の幼馴染。
君子の父、君子の母
演 - 柾賢志、八田有美香
「仕事が忙しい」としながら愛人宅に向かう父親の噓を鹿乃子が暴いてしまう。
君子の祖母
演 - 有希九美
鹿乃子のせいで家族が大揉めになったとフミのところに怒鳴り込んできた。
タツエ、女性
演 - 田川可奈美、祖父江莉奈
鹿乃子が甘味処で会った女性たち。タツエはひったくりに手鏡の入ったバッグを奪われたという。
松雄、男子児童
演 - 池田恵、冨永稀石、阿久津将夏
鹿乃子の小学校時代の同級生たち。松雄の嘘を鹿乃子が指摘する。
女子生徒
演 - 吉田愛美、鈴川琴音
女学生たち。君子が学費を待ってもらっているのを鹿乃子が言いふらした、とあらぬ疑いを擦り付ける。
猫
演 - ミヤ
事務所の大家のお隣さんが会社のお偉いさんから預かった日本猫。脱走したというので大家からの依頼で鹿乃子が探すことに。
- 後藤健、齋藤久男

##### 第7話
桐野貫二
演 - 黒羽麻璃央（最終話）
カフェー「ローズ」の常連客の絵描き。
女
演 - 坂東希
映画館で貫二を待っているリリーの前に現れる謎の女性。貫二を探しているという。
男
演 - 温水洋一
鶴屋の隠居宅に押し入った強盗殺人犯として追われる男。
下宿人
演 - 山中雄輔
殺害された鶴屋の隠居宅の裏の家に住む工科大学の学生。怪しい男を見たという。

##### 第8話
婦人
演 - 有森也実
財布を掏られて汽車に乗れず途方に暮れる女性。遠方に嫁いだ娘のお産に立ち会うための汽車賃を貸して欲しいと端崎から金を借りる。
古屋、駅員
演 - 長友郁真、東景一朗
九十九夜駅の駅員。
女性
演 - 唐田えりか
危篤になった母親を見舞いに行くために切符代を貸してほしい、と駅で鹿乃子に申し出る寸借詐欺の女性。
夫人
演 - 奥田由美
駅で鹿乃子に聞き込みされる女性。「金なら貸さないよ」と鹿乃子は寸借詐欺に間違われてしまう。
老夫婦
演 - 竹下江里子、峰秀一
駅で鹿乃子が聞き込みしようとするも、1年ぶりに（九十九夜に）来たとそそくさと立ち去る。
男の子
演 - 嶋田鉄太
タロの友達。メンコ遊びをしようと誘いに来る。
老紳士
演 - 白石タダシ
スリの被害に遭った婦人に声をかけられるもそっけない。
女性
演 - 加地葉子
「八百六」でサトイモを買う女性。
女性
演 - 志武明日香
つくも焼きを買おうとしたが店番がばーちゃんだったのに気付いて素通りする。
通行人、自転車の男性
演 - 中村匡志、鈴木心
達造と六平が喧嘩をしている「くら田」の前に通りかかる。
- アップルティ・一、佐藤龍輝

##### 第9話
実原久（さねはら ひさ）
演 - 余貴美子
藤島家の知り合いの元外交官夫人。名乗り出た二人の男性のどちらが本物の孫なのかを見極めてほしいと依頼してきた。
徳田史郎（とくだ しろう）
演 - 濱尾ノリタカ
亡くなった依里の息子と名乗る1人目の男。浅草の劇場で裏方をしているという。
本条皐月（ほんじょう さつき）
演 - 野村康太
依里の息子と名乗る2人目の男。植木職人の見習いだという。
神代（かみしろ）
演 - おかやまはじめ
実原家の弁護士。
依里（えり）
演 - 吉田美佳子
久の娘。25年前に父親が決めた結婚式の前夜に書生の乙吉と駆け落ち。山あいの小さな町・柳城で“山岡鶴子”と名乗って暮らしていたが、産まれた幼い息子を残して亡くなる。
山岡乙吉
演 - 濱田和馬
久の夫の元書生。依里と駆け落ちし英語教師となったが、はやり病にかかり亡くなった。
実原
演 - 武田義晴
久の夫で依里の父親。今年の夏に亡くなった。
長澤
演 - ロード裕之
久の秘書。
平田夫妻
演 - 松葉眞、野口雅
乙吉と親しかった老夫婦。両親を亡くした依里の息子の養父母となり稲吹町で暮らしていたが、20年前に大雨による山崩れに見舞われ死去。
使用人
演 - 久保田創、谷風作
藤島千代のお付きの人間。
- 山田大雅、前田杏、中川幸一、小田郁華、西口実玖、広瀬拓巳、青山義典（給仕）[118]

##### 第10話
嘉助（かすけ）
演 - 黒川想矢
本屋で利市からカネを騙し盗って逃げたハンチング帽の青年。普段は履物屋「蘇芳屋」で下働きしているが、店の坊の本が破れてしまい、旦那に見つかる前に同じ本を買いに来たのだという。ところがカネが足りず、自分を本屋の店員と勘違いした利市からカネを盗ったのだった。
主人
演 - 石黒久也
「スガヤ書店」店主。
配達員
演 - 村上昂輝
祝探偵事務所に郵便配達に来た。
職人
演 - 貴露勝貴文
左官屋「富士光左官店」の職人。
女の子
演 - 中村雪乃
稲荷神社の境内で母親とつくも焼きを食べている。

##### 最終話
青木麗子（あおき れいこ）
演 - 加藤小夏（12歳時：石川恋々）
大家に拾われ祝探偵事務所に住むことになった謎の女性。実は“明石蘭子”という槇原家の住み込みの女中。
槇原鈴乃（まきはら すずの）
演 - 兼光ほのか（少女時代：今濱夕輝乃）
大きなお屋敷を構える槇原家の令嬢。
鈴村柾（すずむら まさき）
演 - 福山翔大
婚約者の鈴乃と一緒に“蘭子”という女性を探す男性。槇原家の近所にあるテーラーの息子。
執事
演 - 本間識章
槇原家の執事。
使用人
演 - 小野由香、忠海蓉子
槇原家の使用人。
- 安積武史、佐々木夏代子、山本満子、中村彰伸、安藤清二、金子寛、吉倉宏政、水津伸也、中谷浩己、新保徳明、畑中文枝、宮内佐和子、王、アレッサンドロ・F、藤川ゆうか、小久保里紗、神津さくら

### スタッフ
- 原作 - 都戸利津『嘘解きレトリック』（白泉社・花とゆめコミックス）[4]
- 脚本 - 武石栞、村田こけし、大口幸子[4]
- アクションコレオグラファー - 森﨑えいじ
- 予告ナレーション - 茶風林
- 音楽 - 菅野祐悟、眞鍋昭大[125]
- 主題歌 - eill「革命前夜」（PONY CANYON）[126]
- 時代考証 - 大石学
- 所作指導 - 花柳鳳昌生
- 警察監修 - 石坂隆昌
- 演出 - 西谷弘、永山耕三、鈴木雅之、河毛俊作、岩城隆一[125]
- プロデュース - 鈴木吉弘、狩野雄太[4]
- 制作協力 - AOI Pro.[4]
- 制作・著作 - フジテレビ[4]

### 放送日程
| 各話                                                                        | 放送日   | サブタイトル                                 | 脚本       | 演出     | 視聴率 |
| --------------------------------------------------------------------------- | -------- | -------------------------------------------- | ---------- | -------- | ------ |
| 第1話                                                                       | 10月07日 | 名コンビ誕生! 昭和初期を舞台に難事件に挑む!  | 武石栞     | 西谷弘   | 7.1%   |
| 第2話                                                                       | 10月14日 | 資産家令嬢誘拐事件を巡る嘘に名コンビが挑む!  | 村田こけし | 永山耕三 | 6.5%   |
| 第3話                                                                       | 10月21日 | 親友についた嘘…命の恩人は松葉牡丹の君?       | 武石栞     | 西谷弘   | 6.0%   |
| 第4話                                                                       | 10月28日 | 死んだのは人間? 人形? 人形屋敷で起きた怪事件 | 大口幸子   | 鈴木雅之 |        |
| 第5話                                                                       | 11月04日 | 人形の呪い!? 人形殺人事件の真相やいかに!     | 大口幸子   | 鈴木雅之 |        |
| 第6話                                                                       | 11月11日 | 少女探偵団結成!手鏡に隠された秘密とは…!?     | 武石栞     | 岩城隆一 |        |
| 第7話                                                                       | 11月18日 | 幽霊屋敷の噂は本当!?殺人事件の夜に浮かぶ女   | 村田こけし | 永山耕三 |        |
| 第8話                                                                       | 11月25日 | 馴染みの店で騒動勃発!探偵助手が能力喪失!?    | 武石栞     | 西谷弘   |        |
| 第9話                                                                       | 12月02日 | 資産家の孫を名乗る2人の青年!偽物はどっち?    | 大口幸子   | 河毛俊作 |        |
| 第10話                                                                      | 12月09日 | 会うのが怖い…母の想いと聖夜につく嘘          | 村田こけし | 岩城隆一 |        |
| 最終話                                                                      | 12月16日 | 私もここに住みます!大波乱を呼ぶ謎の美女      | 村田こけし | 永山耕三 |        |
| 平均視聴率 6.2%（視聴率はビデオリサーチ調べ、関東地区・世帯・リアルタイム） |          |                                              |            |          |        |

- 初回は21時 - 22時9分の15分拡大放送[19]。

### 番外編
『迷探偵・藤島千代の大冒険』と題された番外編が配信。本編第8話放送直後の11月25日21時54分からFODプレミアムにて配信される。探偵としての左右馬に憧れを持つ千代が、左右馬と鹿乃子の行方不明事件を解決するために奮闘する姿を描く。

#### キャスト（番外編）
- 藤島千代 - 片山友希[131]
- 端崎馨 - 味方良介[131]
- 倉田達造 - 大倉孝二[131]
- 端崎雅 - 北乃きい[131]
- 耕吉 - 宮崎秋人[131]
- 倉田タロ - 渋谷そらじ[131]
- イナリ - 穂[131]
- 祝左右馬 - 鈴鹿央士[131]
- 浦部鹿乃子 - 松本穂香[131]

#### スタッフ（番外編）
- 演出 - 相沢秀幸[131]
- プロデュース - 鈴木吉弘[131]、狩野雄太[131]
- 制作プロデュース - 森田美桜（AOI Pro.）[131]、長汐祐人（AOI Pro.）[131]
- 協力プロデュース - 長澤佳也 [131]
- 制作・著作 - フジテレビ[131]

| フジテレビ系 月曜21時枠の連続ドラマ     | フジテレビ系 月曜21時枠の連続ドラマ           | フジテレビ系 月曜21時枠の連続ドラマ                   |
| 前番組                                  | 番組名                                        | 次番組                                                |
| --------------------------------------- | --------------------------------------------- | ----------------------------------------------------- |
| 海のはじまり （2024年7月1日 - 9月23日） | 嘘解きレトリック （2024年10月7日 - 12月16日） | 119エマージェンシーコール （2025年1月13日 - 3月31日） |